# Великий Тум'юмучаш
Великий Тум'юмуча́ш (рос. Большой Тумьюмучаш, марій. Кугу Тумньымучаш) — присілок у складі Куженерського району Марій Ел, Росія. Входить до складу Тум'юмучаського сільського поселення.

## Населення
Населення — 301 особа (2010; 333 у 2002).
Національний склад (станом на 2002 рік):
- марі — 97 %